# Station Zebrzydowice
Station Zebrzydowice is een spoorwegstation in de Poolse plaats Zebrzydowice.